# Андріївська сільська рада (Білгород-Дністровський район)
Андрі́ївська сільська́ ра́да — колишня адміністративно-територіальна одиниця та орган місцевого самоврядування в Білгород-Дністровському районі Одеської області. Адміністративний центр — село Андріївка.

## Загальні відомості
Андріївська сільська рада утворена в 1965 році.
- Територія ради: 60,865 км²
- Населення ради: 1 570 осіб (станом на 2001 рік)

## Населені пункти
Сільській раді були підпорядковані населені пункти:
- с. Андріївка
- с. Розкішне

## Населення
Згідно з переписом 1989 року населення сільської ради становило 1479 осіб, з яких 691 чоловік та 788 жінок.
За переписом населення 2001 року в сільській раді мешкало 1570 осіб.

### Мова
Розподіл населення за рідною мовою за даними перепису 2001 року:
| Мова       | Відсоток |
| ---------- | -------- |
| українська | 88,73 %  |
| російська  | 10,76 %  |
| молдовська | 0,25 %   |
| білоруська | 0,13 %   |
| болгарська | 0,13 %   |

## Склад ради
Рада складалася з 16 депутатів та голови.
- Голова ради: Лисенко Віктор Федорович
- Секретар ради: Ноур Світлана Павлівна

### Керівний склад попередніх скликань
| Прізвище, ім'я, по батькові | Основні відомості                                                 | Дата обрання | Дата звільнення |
| --------------------------- | ----------------------------------------------------------------- | ------------ | --------------- |
| Лисенко Віктор Федорович    | Сільський голова, 1957 року народження, освіта вища, безпартійний | 26.03.2006   | 31.10.2010      |
| Лисенко Віктор Федорович    | Сільський голова, 1957 року народження, освіта вища, безпартійний | 02.06.2013   |                 |

Примітка: таблиця складена за даними сайту Верховної Ради України

### Депутати
За результатами місцевих виборів 2010 року депутатами ради стали:

#### За суб'єктами висування
| Суб'єкт висування | Кількість обраних депутатів | %    |
| ----------------- | --------------------------- | ---- |
| Партія регіонів   | 13                          | 81,3 |
| Самовисування     | 2                           | 12,5 |
| Народна партія    | 1                           | 6,3  |

#### За округами
| № округу        | Прізвище, ім'я, по батькові      | Дата визнання обраним | Освіта             | Партійна приналежність | Відомості про обраного депутата                             |
| --------------- | -------------------------------- | --------------------- | ------------------ | ---------------------- | ----------------------------------------------------------- |
| Народна Партія  |                                  |                       |                    |                        |                                                             |
| 6               | Миколаєв Володимир Степанович    | 04.11.2010            | середня спеціальна | член Народної партії   | фельдшерсько-акушерський пункт с. Андріївка, завідувач      |
| Партія регіонів |                                  |                       |                    |                        |                                                             |
| 1               | Якименко Сергій Павлович         | 04.11.2010            | вища               | член Партії регіонів   | Андріївська загальноосвітня школа І-ІІІ ст., вчитель        |
| 2               | Федорончук Микола Михайлович     | 04.11.2010            | середня спеціальна | член Партії регіонів   | пенсіонер                                                   |
| 5               | Кравчук Тетяна Миколаївна        | 04.11.2010            | вища               | член Партії регіонів   | Андріївська загальноосвітня школа І-ІІІ ст., вчитель        |
| 7               | Зваричук Галина Іванівна         | 04.11.2010            | вища               | член Партії регіонів   | фельдшерсько-акушерський пункт с. Андріївка, медична сестра |
| 8               | Гудул Валентина Іванівна         | 04.11.2010            | вища               | член Партії регіонів   | Андріївська загальноосвітня школа І-ІІІ ст., лаборант       |
| 9               | Тирновий Микола Федорович        | 04.11.2010            | середня спеціальна | член Партії регіонів   | ДПДР «Андріївське», тракторист                              |
| 10              | Ноур Світлана Павлівна           | 04.11.2010            | середня спеціальна | член Партії регіонів   | Андріївська сільська рада, секретар                         |
| 11              | Скалозуб Світлана Олександрівна  | 04.11.2010            | вища               | член Партії регіонів   | Андріївська загальноосвітня школа І-ІІІ ст., лаборант       |
| 12              | Соловей Віктор Сергійович        | 04.11.2010            | середня спеціальна | член Партії регіонів   |                                                             |
| 13              | Половенко Костянтин Анатолійович | 04.11.2010            | середня спеціальна | член Партії регіонів   | приватне підприємство, водій                                |
| 14              | Захарова Іванна Миколаївна       | 04.11.2010            | середня спеціальна | член Партії регіонів   |                                                             |
| 15              | Яровенко Інна Сергіївна          | 04.11.2010            | вища               | член Партії регіонів   | приватне підприємство, водій                                |
| 16              | Василенко Олег Вікторович        | 04.11.2010            | середня спеціальна | член Партії регіонів   | ТОВ «Стінол», вахтер                                        |
| Самовисування   |                                  |                       |                    |                        |                                                             |
| 3               | Авраменко Галина Григорівна      | 04.11.2010            | середня спеціальна | член Партії регіонів   | Андріївська сільська рада, паспортист                       |
| 4               | Бондаренко Валентина Григорівна  | 04.11.2010            | середня спеціальна | позапартійна           | ДПДР «Андріївське», тракторист                              |